# Claas-Peter Fischer
Claas-Peter Fischer (* 22. Februar 1968 in Bremerhaven) ist ein ehemaliger deutscher Ruderer, der 1991 Weltmeister mit dem Achter war.

## Sportliche Karriere
Bei den U23-Weltmeisterschaften 1989 siegte Fischer mit dem Achter und 1990 mit dem Vierer mit Steuermann. Bei den Weltmeisterschaften 1990 in Tasmanien belegte der bundesdeutsche Vierer ohne Steuermann mit Martin Kiefer, Claas-Peter Fischer, Jürgen Hecht und Thorsten Streppelhoff den sechsten Platz. 1991 rückte Fischer in den Deutschland-Achter auf und gewann den Titel bei den Weltmeisterschaften in Wien. Nach mehrjähriger Unterbrechung trat Fischer 1996 noch einmal an. Ike Landvoigt, Stefan Forster, Claas-Peter Fischer und Stefan Scholz belegten bei den Olympischen Spielen 1996 in Atlanta den neunten Platz im Vierer ohne Steuermann.
Der 1,94 m große Claas-Peter Fischer startete jahrelang für den Dortmunder Ruderclub Hansa von 1898, 1996 gehörte er dem Ruder-Club Favorite Hammonia aus Hamburg an. Bei Deutschen Meisterschaften gewann Fischer 1990 und 1996 mit dem Vierer ohne Steuermann, 1991 war er Deutscher Meister mit dem Achter.